# Ісай-Юрт
Ісай-Юрт (рос. Исай-Юрт) — село у Ножай-Юртовському районі Чечні Російської Федерації.
Населення становить 112 осіб. Входить до складу муніципального утворення Аллеройське сільське поселення.

## Історія
Згідно із законом від 20 лютого 2009 року органом місцевого самоврядування є Аллеройське сільське поселення.

## Населення
| 1990 | 2002 | 2010 |
| ---- | ---- | ---- |
| 245  | ↘91  | ↗112 |